# III. legija Parthica
III. partska legija (latinsko Legio tertia Parthica), rimska legija, ki jo je leta 197 ustanovil cesar Septimij Sever za svoj  pohod proti Partskemu cesarstvu, po katerem je dobila ime. Legija je bila v vzhodnih rimskih provincah aktivna še v 5. stoletju. Njen simbol je bil verjetno bik.

## Ustanovitev
III. legija je bila skupaj s sestrskima I. in II. partsko legijo  zbrana za napad na Partsko cesarstvo na skrajni vzhodni meji Rimskega cesarstva. Pohod je bil uspešen in rimska vojska je zavzela in izropala partsko prestolnico Ktezifon. III. legija je bila po zmagi nameščena v novoustanovljeni provinci Mezopotamiji. Njen glavni bazni tabor je bil v Reseni, njene glavne naloga pa varovanje glavnih cest in province same pred napadi Sasanidov.

## Vojskovanje s Sasanidi
V 3. stoletju se je III. partska legija udeležila več pohodov proti Sasanidom. Četudi je zelo malo  neposrednih dokazov o njenem delovanju, je očitno sodelovala v vojnah med obema rivalskima cesartvoma. 
Prvi neodločen pohod je vodil cesar Karakala leta 217 in bil v njem ubit. 
Leta 230 so rimsko provinco uspešno napadli Sasanidi in porazili III. legijo. Cesar Aleksander Sever je nato organiziral vojni pohod in v Mezopotamiji ponovno vzpostavil rimsko oblast. 
Cesar Gordijan III. je leta 243 organiziral nov vojni pohod in zmagal v bitki pri Reseni. Naslednje leto je na pohodu umrl in njegov naslednik Filip Arabec, katerega položaj je priznal tudi Šapur I., se je umaknil.  Sasanidi so desegli veliko zmago leta 256, ko so premagali XV. legijo Apollinaris, zavzeli njeno trdnjavo Satalo in leta 258 oplenili Trapez. 
Cesar Valerijan je poskušal povrniti izgubljena ozemlja, vendar je bil leta 260 poražen in ujet. Rimljani so prvič uspešno izzvali sasanidsko oblast pod vodstvom palmirskega cesarja Odenata (vladal 261-267) in drugč pod poveljstvom cesarja Dioklecijana (vladal 284-305), ki je leta 298 sklenil mirovno pogodbo in vrnil Mezopotamijo pod rimsko oblast.
V zgodnjem 5. stoletju je bila III. legija verjeto še aktivna pod duksom Osroene. Njena baza je bia v Apatni, sedanjem  Tell Fdyinu v Iraku. Zapisi v Notitii Dignitatum so pomanjkljivi, vendar omenjajo, da je bila legija nastanjena v Apatni, sicer pa III. legije na omenjajo na nobenem drugem mestu.